# Корольки
Корольки́ (лат. Regulus) — род воробьинообразных птиц из семейства корольковых (Regulidae).

## Внешний вид
Корольки располагают прямым, тонким клювом, края которого вогнуты, а ноздри прикрыты кожистой чешуйкой, слабо выемчатым хвостом, цевкой, одетой роговыми голенищами и рыхлым густым оперением, на темени отличающимся яркими цветами. Семь видов, водящихся в Европе, Азии и Северной Америке. Желтоголовый королёк (R. regulus), длиной 9,6 см; преобладающий цвет верхней стороны оливково-зелёный с оливково-бурым, верхняя часть головы золотисто-жёлтая, удлиненные перья темени ярко-оранжевые, нижняя сторона ржаво-желтовато-белая, бока рыже-бурые; самка отличается тем, что середина темени не оранжевая, а жёлтая. Водится во всей Европе до крайнего Севера и всей Азии до Приамурского края; держится преимущественно в хвойных, особенно сосновых лесах. Красноголовый королёк (R. ignicapilla) сходен с предыдущим, но более жёлтого цвета, широкое пятно на темени тёмно-оранжевое, лоб красно-бурый, узкая полоса, огибающая переднюю часть головы, и широкая над глазом — чёрные, под глазом белая черточка; у самки темя желтовато-оранжевое.

## Ареал
Водятся в Европе, Азии и Северной Америке. Держится в хвойных лесах, особенно еловых.

## Образ жизни
По образу жизни сходны, живут преимущественно на высоких деревьях, оседлы или кочуют; питаются мелкими насекомыми и семенами, главная пища их зимой состоит из яиц и личинок насекомых. Птенцов выводят в мае и июле; шарообразные гнезда, сделанные из мха, шерсти, паутины гусениц и выстланные перьями, прикрывающими отчасти и вход в гнездо, имеют толстые стенки, помещаются на концах тонких ветвей и бывают хорошо скрыты в ветвях. Первая кладка состоит из 8—10, вторая из 6—9 очень хрупких яиц длиной 13 мм, беловато-серого или бледно-красного цвета с серыми точками и жилками. Птенцов выкармливают мелкими насекомыми.

## Классификация
Международный союз орнитологов относит к роду 5 видов:
- Regulus ignicapilla (Temminck, 1820) — Красноголовый королёк
- Regulus madeirensis Harcourt, 1851 — Мадейрский королёк
- Regulus satrapa Lichtenstein, MHC, 1823 — Золотоголовый королёк
- Regulus goodfellowi Ogilvie-Grant, 1906 — Тайваньский королёк
- Regulus regulus (Linnaeus, 1758) — Желтоголовый королёк

В 2021 году рубиновоголовый королёк, ранее известный как Regulus calendula, был перенесён в монотипический род Corthylio, ставший вторым родом семейства корольковых.